# Coleção de Música Venturi
A Coleção de Música Venturi (em italiano: Fondo musicale Venturi ou Fondo Venturi) é uma coleção de documentos musicais guardados na Biblioteca Pública de Montecatini Terme, na Itália. Conserva muitas cópias manuscritas de compositores ativos na segunda metade do século XVIII; por exemplo, há autógrafos, que são únicos, de compositores da região de Pistoia e Florença.

## História

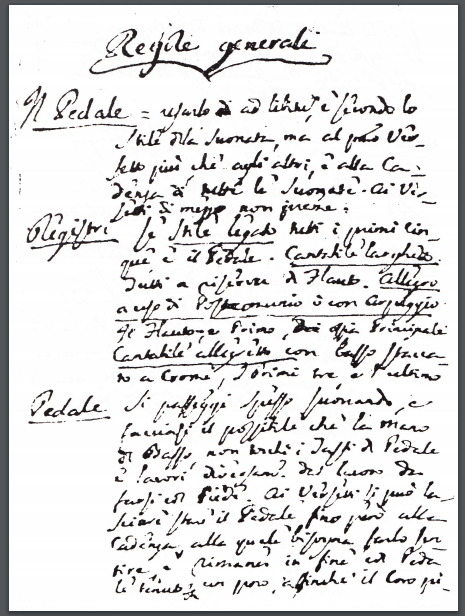
Manuscrito anônimo sobre Regras Gerais, escrito no século XVII pelo músico e colecionador Pietro Sermolli.

A coleção começou com a coleção particular da família Sermolli, uma família nobre toscana que comprou manuscritos musicais até o século XVIII. Em 1933, Antonio Venturi (1905-1981), professor do Colégio Montecatini, músico e colecionador, convence Alessandro Pichi-Sermolli, que estava prestes a vender todos os seus pertences, a confiar-lhe a gestão dos documentos musicais.  Venturi uniu os manuscritos de Sermolli com sua própria coleção de papéis pessoais, comprados de trapeiros, originários da Academia Distanti, funcionando em Pistoia e Gavinana (San Marcello Pistoiese). Durante cinquenta anos, Venturi foi o único curador musical de toda a coleção, na qual, ao longo do tempo, foi acrescentando muitos materiais, inclusive alguns multimídia. Consciente de que os manuscritos musicais representam os itens mais preciosos de sua coleção, em 1958, ele permitiu que um inventário fosse concluído por Raymond Meylan, musicólogo e flautista da Suíça, e que foi colega de Venturi na orquestra de verão do Teatro Giglio em Lucca. Quando Venturi morreu em 1981, sua filha doou tudo para a Biblioteca Pública de Montecatini, que em 1989 realizou uma catalogação completa do acervo. Em 2016, os manuscritos musicais foram restaurados graças a uma bolsa concedida pela Região da Toscana, e inseridos no OPAC para a Rede Documentária da Província de Pistoia (Rete documentaria della provincia di Pistoia: REDOP)  e no Serviço da Biblioteca Nacional. Para a recatalogação online, foi colaborado pelo Centro de Documentação Musical da Toscana (Centro della Documentazione Musicale Toscana: CeDoMus).

## Descrição
A Coleção é composta por 399 manuscritos musicais, originários de Buggiano, Pistoia e Florença, a maioria dos quais datam da segunda metade de 1700 e incluem obras de alguns compositores de renome internacional (Domenico Cimarosa, Giovanni Paisiello, Pasquale Anfossi, Giuseppe Sarti, Florian Gassmann, Giovanni Francesco Giuliani), e de muitos músicos locais (como Alessandro Felici, filho de Bartolomeo Felici, Giuseppe Aloisi, Cristiano Giuseppe Lidarti, Vincenzo Panerai, Charles-Antoine Campion), que muitas vezes representam os únicos exemplos que existem hoje. Também conserva obras teóricas, como Musico prattico de Giovanni Maria Bononcini, L'armonico pratico al cembalo de Francesco Gasparini, e mais três referências, intituladas Combinazioni di registrature, Regole generali e Regole generali per la Messa, que eram anônimas e conservadas pelo nobre Pietro Sermolli de Buggiano sobre a correta gravação do órgão durante a execução dos oito tons eclesiásticos da missa latina. Esses exemplos representam um dos pouquíssimos registros existentes dedicados aos costumes estabelecidos do órgão no século XVIII. Dadas as datas uniformes das obras conservadas na coleção (todos os manuscritos são da segunda metade do setecentos na área ao redor de Pistoia), a coleção é uma fonte essencial para a reconstrução da produção e circulação da cultura musical no século XVIII.

## Exposições
As músicas coletadas no fondo foram expostas em uma exposição em 2016 preparada pelo Instituto de História de Lucca (divisão de Montecatini e Monsummano), e em uma exposição on-line criada em 2017 pelo mesmo instituto e pelo Centro de Documentação Musical da Toscana, publicada na plataforma Movio como Note di Carta (Notas musicais de papel).